# Thespis exposita
Thespis exposita es una especie de mantis de la familia Thespidae.

## Distribución geográfica
Se encuentra en Argentina.